# 브루노 삼마르티노

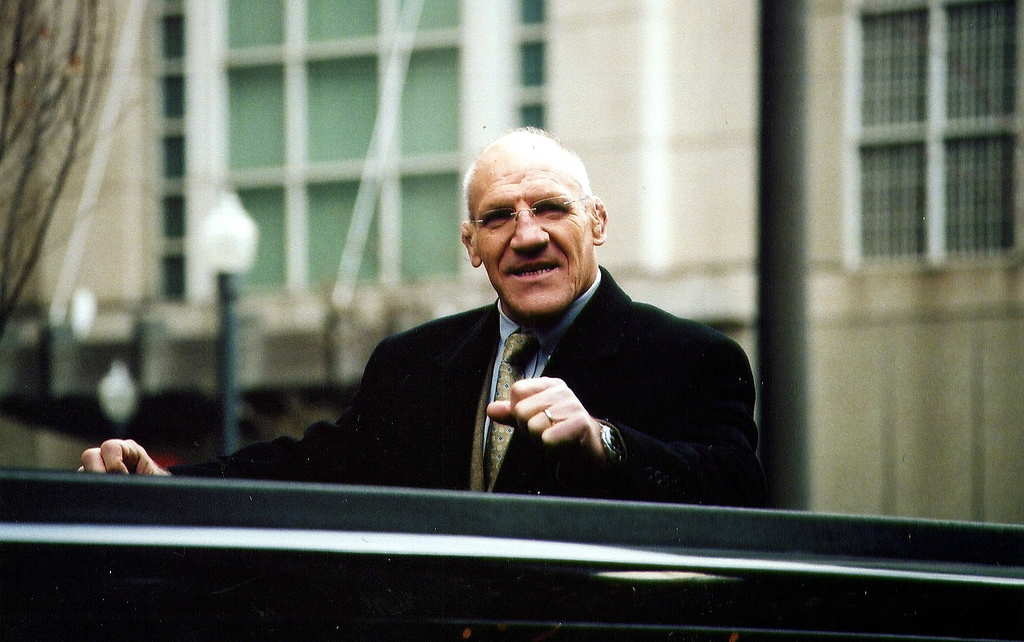
브루노 삼마르티노

브루노 삼마르티노(Bruno Sammartino, 본명:브루노 레오폴도 프란체스코 삼마르티노(Bruno Leopoldo Francesco Sammartino, 1935년 10월 6일 ~ 2018년 4월 18일)는 1960년대부터 1970년대에 활약한 이탈리아 출신의 프로레슬링 선수이다. 키는 179cm, 몸무게는 120kg이다.
1961년 WWWF (WWE)에서 가리발디라는 선수와 경기 도중 가리발디가 심장마비를 일으켰는데, 그것을 모르고 브루노가 바디 슬램을 날려 가리발디가 사망한 사건이 있었다.
2018년 4월 18일 사망하였다. 향년 나이는 82세다.

## 수상
- GPW 태그팀 챔피언 1회 - 에두아르 카펜티에
- NWA 인터내셔널 태그팀 챔피언 (토론토 버전) 1회 - 휘퍼 빌리 왓슨
- NWA 유나이티드 스테이츠 헤비웨이트 챔피언 (토론토 버전) 1회
- WWWF 월드 헤비웨이트 챔피언 / WWWF 헤비웨이트 챔피언 2회
- WWWF 인터내셔널 태그팀 챔피언 2회 - 도미닉 데누치 (1회), 토니 마리노 (1회)
- WWWF 유나이티드 스테이츠 태그팀 챔피언 1회 - 스피로스 아리온
- WWA 월드 태그팀 챔피언 1회 - 딕 더 브루저